# Lijst van sociaaldemocratische partijen
Deze lijst van sociaaldemocratische partijen is een overzicht van politieke partijen met een sociaaldemocratische ideologie. Sociaaldemocraten ijveren via parlementaire weg voor een actieve overheid die de sociale rechtvaardigheid, binnen de liberale democratie en binnen een kapitalistische gemengde economie, vergroten. Deze partijen gaan vaak terug op 19e-eeuwse socialistische arbeidersbewegingen. Begin 20e eeuw vond er een breuk plaats waarbij bepaalde partijen definitief de weg insloegen van de reformistische sociaaldemocratie; de andere gingen zichzelf in de meeste gevallen aanduiden als communistische partijen. Sindsdien deelden sociaaldemocratische partijen in de macht in verschillende landen en gaven ze mee vorm aan meerdere verzorgingsstaten.
Deze lijst omvat alle sociaaldemocratische partijen in de hedendaagse zin van het woord.

## Alfabetische lijst per land

### A
- Albanië:
  - Socialistische Partij van Albanië
  - Socialistische Beweging voor Integratie
  - Sociaaldemocratische Partij van Albanië

- Algerije:
  - Front van Socialistische Krachten

- Andorra:
  - Sociaaldemocratie en Vooruitgang
  - Sociaaldemocratische Partij

- Angola:
  - Volksbeweging voor de Bevrijding van Angola (MPLA)

- Argentinië:
  - Frente de Todos
    - Frente Grande
    - Movimiento Nacional Alfonsinista
    - Partido de la Victoria
    - Partido del Trabajo y la Equidad
    - Protectora Fuerza Política

  - Generación para un Encuentro Nacional
  - Socialistische Partij (Argentinië)

- Armenië:
  - Burgerbeslissing
  - Sociaaldemocratische Hunchakiaanse Partij

- Australië:
  - Australian Greens[1]
  - Australian Labor Party

- Azerbeidzjan:
  - Azerbeidzjaanse Sociaaldemocratische Partij (ASDP)

### B
- Barbados:
  - Barbados Labour Party
  - Democratic Labour Party
  - People's Party for Democracy and Development

- België:
  - Parti Socialiste
  - Vooruit

- Belize:
  - Belize Progressive Party
  - People's United Party
  - Volksfront van Belize

### C
- Canada
  - New Democratic Party
  - Parti Québécois

### D
- Denemarken: Socialdemokraterne
- Duitsland: Sozialdemokratische Partei Deutschlands

### F
- Finland: Suomen Sosialidemokraattinen Puolue
- Frankrijk: Parti Socialiste

### G
- Georgië:
  - Georgische Arbeiderspartij
  - Voor Georgië
  - historisch: Sociaaldemocratische Partij van Georgië, Burgerunie van Georgië
- Griekenland: Panellínio Sosialistíko Kiníma

### I
- IJsland: Samfylkingin
- Ierland
  - Irish Labour Party
  - Social Democrats (Ierland)
- Israël: Arbeidspartij
- Italië: Democratici di Sinistra

### K
- Kaapverdië: Partido Africano da Independência de Cabo Verde

### L
- Luxemburg: Lëtzebuerger Sozialistesch Aarbechterpartei

### M
- Mexico
  - Convergencia
  - Partido de la Revolución Democrática
- Mongolië: Mongol Ardyn Khuv'sgatt Nam

### N
- Nederland
  - Partij van de Arbeid
  - Socialistische Partij[2][3]
- Nieuw-Zeeland: New Zealand Labour Party
- Noorwegen: Arbeiderpartiet

### O
- Oostenrijk: Sozialdemokratische Partei Österreichs

### P
- Polen: Sojusz Lewicy Demokratycznej
- Portugal: Partido Socialista

### R
- Roemenië: Partidul Social Democrat

### S
- Slowakije: SMER - sociálna demokracia
- Spanje: Partido Socialista Obrero Español

### T
- Tsjechië: Česká strana sociálně demokratická
- Turkije: Cumhuriyet Halk Partisi

### V
- Venezuela: Accion Democrática
- Verenigd Koninkrijk: Labour Party

### Z
- Zuid-Afrika: African National Congress
- Zweden: Sveriges Socialdemokratiska Arbetareparti